# Al-Jaish
Der al-Jaish Sports Club (kurz al-Jaish; arabisch الجيش al-Dschaisch, DMG al-Ǧayš ‚die Armee‘) ist ein katarischer Sportverein aus Doha. Er verfügt über Mannschaften im Handball, Volleyball, Basketball, Tischtennis und Leichtathletik. Die Fußballabteilung löste sich im Zuge der Fusion mit Lehwiya 2017 auf.

## Fußball-Abteilung
Die Herren-Fußballmannschaft spielt aktuell in der höchsten Spielklasse des Landes, der Qatar Stars League. Al-Jaish, welches die katarischen Streitkräfte repräsentiert, stieg in der 2010/11 als Meister der Qatar Second Division zum ersten Mal in die erste Liga auf.
2013 sorgte eine Kontroverse zwischen dem Verein und seinem französischen Spieler Zahir Belounis für internationale Medienaufmerksamkeit: Belounis, der 2007 aus der Schweiz zu al-Jaish gewechselt war, hatte um Unterstützung gebeten, nachdem ihm anderthalb Jahre weder das ausstehende Gehalt bezahlt noch eine Ausreisegenehmigung gewährt wurde, die in Katar beschäftigte Ausländer gemäß dem umstrittenen Kafala-System von ihrem Arbeitgeber benötigen. Nach Fürsprache des französischen Staatspräsidenten François Hollande durfte er kurz darauf das Land verlassen, musste allerdings zuvor auf alle Ansprüche gegenüber al-Jaish verzichten.
Zur Saison 2017/18 fusionierte der Verein mit Lehwiya zum al-Duhail SC.

### Platzierungen
| Saison   | 2011 | 2012 | 2013 | 2014 | 2015 | 2016 |
| -------- | ---- | ---- | ---- | ---- | ---- | ---- |
| Liga     | 2    | 1    | 1    | 1    | 1    | 1    |
| Position | 1    | 2    | 3    | 2    | 3    | 2    |

### Nationale Erfolge
- Katarische 2. Liga

Meister und Aufsteiger 2011

### Trainer
- Nabil Maaloul (2014)